# Arvydas Nekrošius
Arvydas Nekrošius (* 10. März 1984 in Raseiniai) ist ein litauischer linker Politiker, seit 2023 Bürgermeister der Rajongemeinde Raseiniai, von 2016 bis 2020 Seimas-Vizepräsident.

## Leben
Ab 1991 besuchte Arvydas Nekrošius die katholische Grundschule Raseiniai. Von 1995 bis 2003 machte er die Abitur an der Šaltinio-Mittelschule Raseiniai. Von 2003 bis 2007 absolvierte er das Bachelorstudium und von 2007 bis 2009 das Masterstudium des Energieingenierwesens sowie 2014 promovierte in Umweltingenieurwesen an der Lietuvos žemės ūkio universitetas (LŽŪU) in der Rajongemeinde Kaunas.
Ab 2007 arbeitete Arvydas Nekrošius als Oberlaborant am Labor für Biogas am Lehrstuhl für Agroenergiewirtschaft der LŽŪU. Von 2008 bis 2010 war er Ingenieur im privaten Unternehmen. Ab 2010 arbeitete er als Assistent und ab 2014 lehrte als Lektor im Institut für Energiewirtschaft und Biotechnologie-Ingenieurwesen der LŽŪU. Im Herbst 2016 lehrte er an der Vytauto Didžiojo universitetas in Kaunas. Von November 2016 bis April 2023 war er Seimas-Mitglied, von 2016 bis 2020 Stellvertreter des Seimas-Präsidenten Viktoras Pranckietis. Bei Kommunalwahlen in Litauen 2023 nahm er erfolgreich teil und wurde Bürgermeister seiner Heimatstadt.